# Otto Ziller (Politiker)
Max Otto Ziller (* 10. Juli 1875 in Freiberg; † 9. Januar 1940 in Dresden) war ein deutscher Politiker (Deutsche Reformpartei, DNVP) und von 1919 bis 1926 Mitglied der Sächsischen Volkskammer bzw. des Sächsischen Landtages.

## Leben
Nach dem Besuch der Bürgerschule in Freiberg und eines Sprachinstituts in Brüssel war der Bergarbeitersohn Ziller sechs Jahre lang als Kaufmann in verschiedenen europäischen Ländern tätig. 1899 gründete er ein eigenes Verlagsgeschäft für Buchführungssysteme, Geschäftsbücher und gewerbliche Fachliteratur in Dresden. Seit dem Jahr 1900 war er politisch tätig. So gehörte er dem Vorstand der Deutschen Reformpartei in Sachsen an und war zeitweise deren Landesvorsitzender. Von 1919 bis 1920 war er für den 1. Wahlkreis Mitglied der Sächsischen Volkskammer und von 1920 bis 1926 des Sächsischen Landtages. Kurz vor dem Ende der 2. Wahlperiode im Jahr 1926 trat Ziller aus der DNVP-Fraktion aus. Im Jahr 1929 erlitt er einen Schlaganfall.
Über sein weiteres Leben ist wenig bekannt.